# (10375) Michiokuga
(10375) Michiokuga est un astéroïde de la ceinture principale.

## Description
(10375) Michiokuga est un astéroïde de la ceinture principale. Il fut découvert le 21 avril 1996 à Kuma Kogen par Akimasa Nakamura. Il présente une orbite caractérisée par un demi-grand axe de 2,38 UA, une excentricité de 0,13 et une inclinaison de 2,1° par rapport à l'écliptique.

## Compléments